# شهرستان ناخود
ناحیهٔ ناخود (به چکی: Náchod District) یک ناحیه در جمهوری چک است که در منطقه هرادتس کرالووه واقع شده‌است. ناحیهٔ ناخود ۸۵۱٫۵۷ کیلومتر مربع مساحت و ۱۱۲٬۲۹۳ نفر جمعیت دارد.